# Beneden-Dender
Beneden-Dender is een erkend natuurreservaat van meer dan 50 hectare in de vallei van de Dender in Oost-Vlaanderen tussen Aalst en Dendermonde. Het reservaat bestaat uit de deelgebieden Denderbellebroek, Hannaerden, Hogedonk en Wiestermeersch en wordt beheerd door Natuurpunt (afdelingen Aalst en 'S Heerenbosch). Verschillende gebieden (Wiestermeersch) maken deel uit van Nationaal Park Scheldevallei.

## Landschap
Deelgebied Hogedonk ligt op de linkeroever van de Dender in Gijzegem, Mespelare en Hofstade. In het gebied liggen oude Denderarmen met bloemrijke hooilanden en uitgestrekte rietvelden. Deelgebied Hannaerden ligt aan de zuidrand van Wieze en is een drassig gebied in de vallei van de Pasbeek. In deelgebied Wiestermeersch werd de Dender sinds 1769 gekanaliseerd. In het gebied liggen afgesneden oude Denderarmen, zoals de Oude Dender of Grote Beek. In 2021 kocht Natuurpunt 22 hectare aan in  de 'Grote Meers' in Gijzegem.

## Fauna en flora
In het gebied leeft greppelsprinkhaan, blauwborst, roodborsttapuit, karekiet, reiger, buizerd, torenvalk, bosrietzanger, ransuil, bever, vos, schedeldrager (in Wiestermeersch). De bosjes bestaan uit populier, zwarte els, gewone es, schietwilg, grauwe abeel, zomereik. In de bosgebieden bloeit voorjaarsflora: speenkruid, bosanemoon, slanke sleutelbloem, muskuskruid en veelbloemige salomonszegel. Verder komt er hondsroos, eenstijlige meidoorn, kardinaalsmuts, vuilboom, wilde lijsterbes voor. In de graslanden bloeit dotterbloem, echte koekoeksbloem, egelboterbloem, moerasvergeet-mij-nietje, voszegge. Op de ruigtes groeit moerasspirea, echte valeriaan, leverkruid, gewone berenklauw en wilde bertram.

## Natuurbeleving
Door de deelgebieden Wiestermeers, Hannaerden en Denderbellebroek loopt de Vossewegelroute (10 km) die start aan de kerk van Denderbelle of Wieze. Het Alfons De Cock wandelpad (7 km) doet deelgebied Hogedonk aan.

## Afbeeldingen

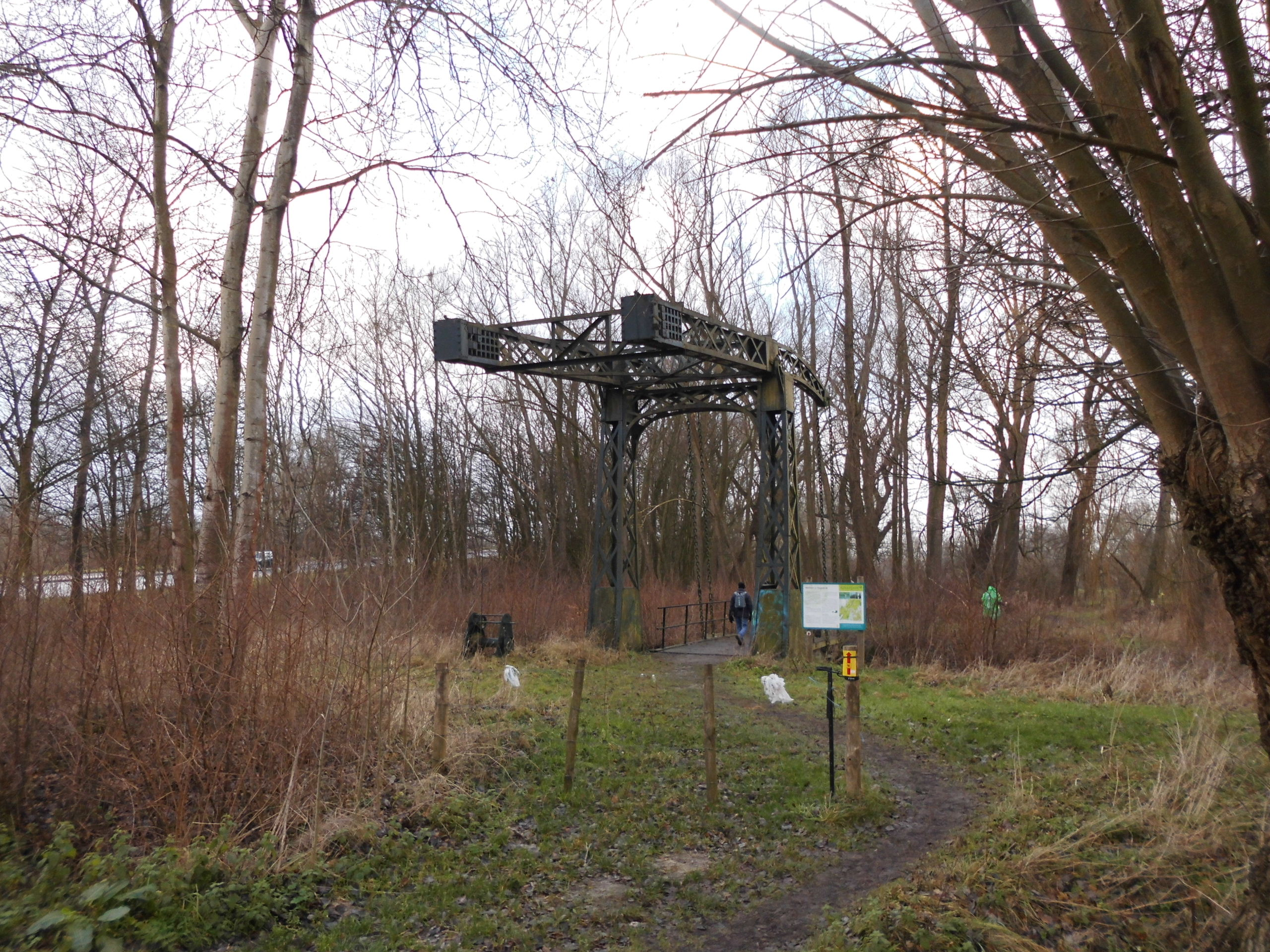
Hogedonk
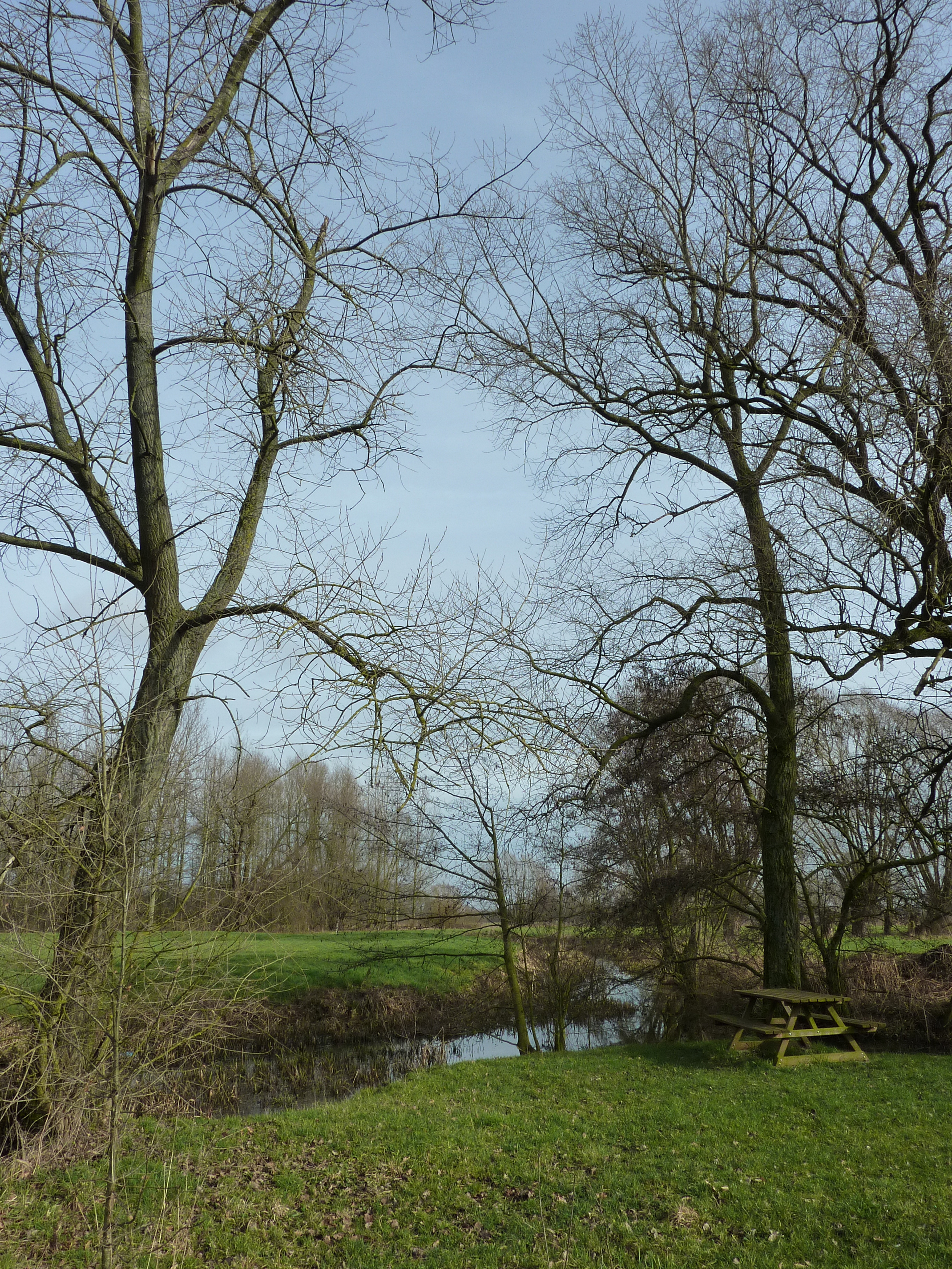
Wiestermeers
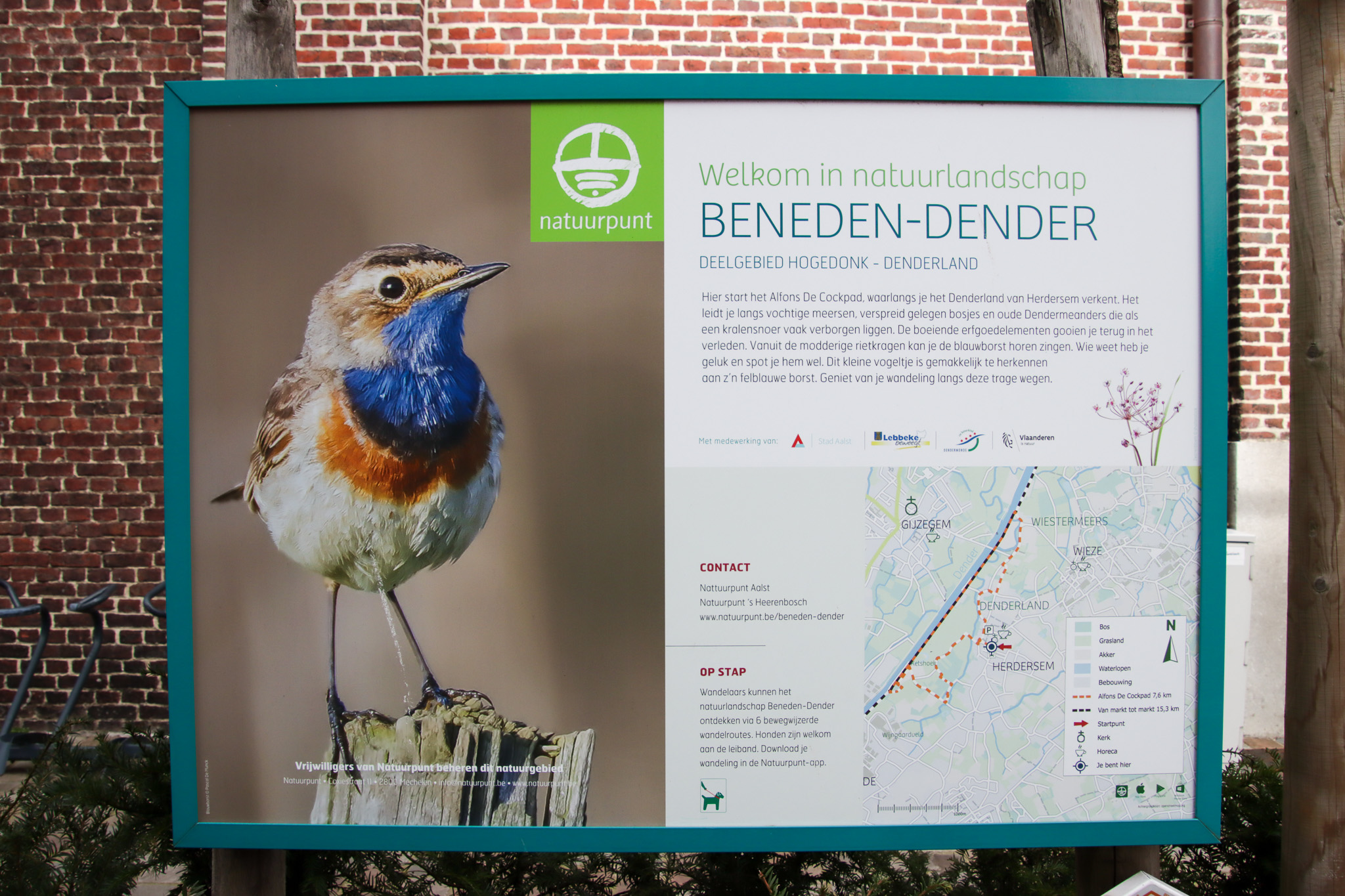